# Bruno Camporese
Bruno Camporese (Padova, 1º dicembre 1928 – Ravenna, 29 maggio 2017) è stato un calciatore e allenatore di calcio italiano, di ruolo centrocampista.

## Carriera

### Giocatore
Cresciuto nelle giovanili del Padova, viene prestato al Belluno per il campionato di Serie C 1947-1948. Rientrato alla base, dopo due stagioni tra giovanili e riserve nell'annata 1950-1951 disputa un buon campionato di Serie B in prestito al Siracusa. Torna quindi nelle file dei biancoscudati con cui dal 1951 al 1953 gioca per il Padova una stagione in Serie A e una in Serie B totalizzando 30 presenze e 3 gol.
Nel 1953 torna a Siracusa, questa volte in Serie C, mentre la stagione successiva il Padova lo cede al Piacenza, sempre in terza serie. Nell'ottobre 1955 viene ceduto in prestito al Poggibonsi, mentre nel 1956 torna al Piacenza. Dopo un'ulteriore stagione con gli emiliani, nel 1957 viene ceduto al Leonzio.
In carriera ha collezionato complessivamente 15 presenze e una rete (in occasione del successo interno sulla Pro Patria del 3 febbraio 1952) in Serie A e 45 presenze e 9 reti in Serie B.

### Allenatore
Nel 1959 intraprende l'attività di allenatore, guidando la Pontolliese, formazione piacentina partecipante al campionato di Prima Categoria. Rimane sulla panchina bianconera fino al 1963, sfiorando nell'ultima stagione la promozione in Serie D.